# Teodoro Mauri
Teodoro Mauri Moreno más conocido como Mauri (Barcelona, España, 14 de junio de 1903; Barcelona, España, 4 de julio de 1960) fue un futbolista y entrenador español. Jugó como delantero, en la máxima categoría del fútbol español y cubano. Fue uno de los míticos jugadores de los años 1920 del Real Club Deportivo Español.

## Trayectoria
Como jugador Teodoro Mauri comenzó en el Cataluña en el Campo de Les Corts. Posteriormente pasó por el Club Deportivo Europa, Club Esportiu Júpiter, hasta que llegó al Real Club Deportivo Español. En el Español de Barcelona vivió buenos momentos. Jugaba de delantero centro en el equipo de Sarriá en el mítico equipo de los Ricardo Zamora, José Padrón, Pedro Solé o Crisant Bosch.
En junio de 1927 emprendió rumbo a La Habana, para jugar la temporada 1927/28 en el Club Juventud Asturiana. El equipo estaba entrenado por el polifacético Paco Brú, el cual se le había fichado para fomentar el fútbol en la isla y procurar la inscripción de Cuba en la FIFA. En el Club Deportivo Castellón fue entrenador-jugador en 1929. En 1930/31 jugó en el Club Deportivo Europa. Para la temporada 1931/32 ficha por el Club Deportivo Manchego de Ciudad Real, donde ejerce como entrenador-jugador, siendo máximo goleador del equipo y logrando hacerlo campeón de su grupo. En la temporada 1932/33 jugó en el Futbol Club Vilafranca.
Teodoro Mauri también realizó una trayectoria como entrenador en diversos equipos españoles. En el Castellón logró el primer ascenso de este club a Primera División en la temporada 1940/41 por lo que dejó huella en el club albinegro al cual entrenó en tres etapas diferentes. Como entrenador dirigió a clubes como por ejemplo Hércules Club de Fútbol (que por aquella temporada se denominaba Alicante Club Deportivo), Cádiz Club de Fútbol o Unió Esportiva Figueres. Retirado de su faceta como entrenador, ejerció diferentes labores técnicas en el Real Club Deportivo Español
Falleció el 4 de julio de 1960 en Barcelona tras una larga enfermedad. Su sobrino fue Pepe Mauri, futbolista que jugó en el Real Club Deportivo Español y técnico de la casa durante 26 años.

## Clubes

### Como jugador
| Club                    | País   | Año       |
| ----------------------- | ------ | --------- |
| Cataluña F. C.          | España |           |
| C. D. Europa            | España |           |
| C. E. Jupiter           | España | ??-1923   |
| R. C. D. Español        | España | 1923-1927 |
| Club Juventud Asturiana | Cuba   | 1927-1928 |
| C. D. Castellón         | España | 1929      |
| C. D. Europa            | España | 1930-1931 |
| C. D. Manchego          | España | 1931-1932 |
| F. C. Vilafranca        | España | 1932-1933 |

### Como entrenador
| Club              | País   | Año       |
| ----------------- | ------ | --------- |
| C. D. Castellón   | España | 1929      |
| C. D. Manchego    | España | 1931-1932 |
| C. D. Castellón   | España | 1940-1941 |
| Hércules C. F.    | España | 1941-1942 |
| Cádiz C. F.       | España | 1942-1943 |
| U. E. Figueres    | España | 1943-1944 |
| C. D. Europa      | España | 1944-1946 |
| C. D. Castellón   | España | 1946-1947 |
| R. C. D. Mallorca | España | 1948-1949 |